# Cosmarium cucumis
Cosmarium cucumis  là một loài Song tinh tảo trong họ Desmidiaceae, thuộc chi Cosmarium.